# Эпин, Ефим Павлович
Ефим Павлович Эпин (1 октября 1901 года, деревня Ильичи, ныне Кудымкарский район, Пермский край — 4 сентября 1981 года, Москва) — советский военный деятель, Генерал-майор (27 июня 1945 года).

## Начальная биография
Ефим Павлович Эпин родился 1 октября 1901 года в деревне Ильичи ныне Кудымкарского района Пермского края.

## Военная служба

### Довоенное время
В июне 1920 года был призван в ряды РККА и направлен красноармейцем во 2-й запасной полк, дислоцированный в Иркутске, затем в 110-й отдельный батальон обороны железных дорог там же, а в мае 1921 года — на учёбу в 9-ю Иркутскую пехотную школу, после окончания которой в сентябре 1924 года был направлен в 36-й стрелковый полк (Сибирский военный округ), где исполнял должность командира стрелкового взвода, взвода полковой школы и временно исполняющего должность командира стрелковой роты.
В 1926 году вступил в ряды ВКП(б), а в октябре 1930 года был назначен на должность курсового командира взвода Владивостокской пехотной школы, а в декабре 1931 года — на должность начальника 4-го отделения штаба 61-й стрелковой дивизии (Приволжский военный округ).
В апреле 1933 года Эпин был направлен на учёбу в Военную академию имени М. В. Фрунзе, после окончания которой в ноябре 1936 года — был назначен на должность начальника 3-й части штаба 5-й стрелковой дивизии (Белорусский военный округ), в августе 1937 года был назначен на должность помощника начальника и исполняющего должность начальника отделения штаба 5-го стрелкового корпуса, а в сентябре 1938 года — на должность начальника 1-го отделения и исполняющего должность начальника 1-го отдела штаба Бобруйской армейской группы. С ноября того же года служил в Генеральном штабе: состоял для особых поручений в Генштабе РККА, в марте 1939 года был назначен на должность старшего помощника начальника 5-го отделения 1-го отдела, в апреле 1940 года — на должность старшего помощника начальника отдела тыла Оперативного управления, а в сентябре — на должность старшего помощника начальника 4-го отделения отдела организации тыла Управления устройства тыла и снабжения Генерального штаба.

### Великая Отечественная война
В июле 1941 года Эпин был назначен на должность помощника начальника отдела общего планирования Управления устройства тыла вооружения и снабжения Генштаба, в августе — на должность старшего помощника начальника 4-го отдела Управления устройства оперативного тыла Генерального штаба, в апреле 1942 года — на должность старшего помощника начальника 1-го отдела этого же управления, а в июле 1943 года — на должность начальника штаба 76-го стрелкового корпуса, который формировался в городе Люблино (Московская область). Ефим Павлович Эпин временно командовал корпусом с 25 июля по 28 декабря. 76-й стрелковый корпус с 11 по 19 августа был передислоцирован и включен в состав Степного фронта, после чего участвовал в ходе битвы за Днепр, а 1 октября был выведен в резерв Ставки Верховного Главнокомандования, а 14 декабря был включён в состав 13-й армии, после чего участвовал в ходе Житомирско-Бердичевской наступательной операции, а также в освобождении городов Новоград-Волынский, Ровно и Луцк. В мае 1944 года корпус был включен в состав 3-й гвардейской армии, после чего принимал участие в ходе Львовско-Сандомирской наступательной операции.
В октябре Эпин был назначен на должность командира 253-й стрелковой дивизии, участвовавшей в боевых действиях в ходе Висло-Одерской, Сандомирско-Силезской, Нижнесилезской и Берлинской наступательных операциях. В феврале 1945 года Эпин был дважды ранен и контужен, а за образцовое выполнение заданий командования в этих боях был награждён орденами Кутузова 2 степени и Красного Знамени. Дивизия под командованием Эпина отличилась в ходе форсировании рек Нейсе и Шпрее, а также в боевых действиях по уничтожению окруженной группировки противника юго-восточнее Берлина, где было взято в плен более 3 000 немецких солдат и офицеров, за что дивизия награждена орденом Суворова 2 степени, а командир дивизии — орденом Кутузова 2 степени. Вскоре дивизия принимала участие в ходе Пражской наступательной операции.

### Послевоенная карьера
В июне 1945 года был назначен на должность командира 103-й гвардейской стрелковой дивизии (Центральная группа войск), а в августе 1946 года — на должность начальника штаба 13-го гвардейского стрелкового корпуса. С марта 1949 года состоял в распоряжении главнокомандующего войсками Северной группы войск и в мае был направлен на учёбу на высшие академические курсы при Высшей военной академии имени К. Е. Ворошилова, после окончания которых с отличием в мае 1950 года был назначен на должность старшего преподавателя этой же академии.
Генерал-майор Ефим Павлович Эпин в январе 1953 года вышел в запас. Умер 4 сентября 1981 года в Москве.

## Награды
- Орден Ленина;
- Три ордена Красного Знамени;
- Два ордена Кутузова 2 степени;
- Орден Отечественной войны 1 степени;
- Орден Красной Звезды;
- Медали.